# Quis custodiet ipsos custodes?

Quis custodiet ipsos custodes? је латинска фраза коју је написао Јувенал у своме Сатире. На латинскоме се изговара: „квис кустодијет ипсос кустодес”, а преводи се као: „Ко ће надзирати саме надзираче?”

## Значење
Да би било досљедно и праведно, ако се нешто чува и надзире, сви морају бити под надзором. И они који надзиру друге. Ова изрека показује забринутост за самовољу властодржаца због чега су касније и створени правни институти који ограничавају власт.